# Mercosul International 2015
Die Mercosul International 2015 (auch Mercosul Internacional 2015 genannt) im Badminton fanden vom 11. bis zum 15. März 2015 in Foz do Iguaçu statt. Es war die dritte Auflage dieser Turnierserie.

## Sieger und Platzierte
| Disziplin    | Gold                           | Silber                             | Bronze                           |
| ------------ | ------------------------------ | ---------------------------------- | -------------------------------- |
| Herreneinzel | Kevin Cordón                   | Marius Myhre                       | Luka Wraber                      |
| Herreneinzel | Kevin Cordón                   | Marius Myhre                       | Misha Zilberman                  |
| Dameneinzel  | Rong Schafer                   | Lohaynny Vicente                   | Jeanine Cicognini                |
| Dameneinzel  | Rong Schafer                   | Lohaynny Vicente                   | Neslihan Yiğit                   |
| Herrendoppel | Matijs Dierickx Freek Golinski | Phillip Chew Sattawat Pongnairat   | Giovanni Greco Rosario Maddaloni |
| Herrendoppel | Matijs Dierickx Freek Golinski | Phillip Chew Sattawat Pongnairat   | Kevin Li Nyl Yakura              |
| Damendoppel  | Özge Bayrak Neslihan Yiğit     | Laura Choinet Teshana Vignes Waran | Paula Pereira Fabiana Silva      |
| Damendoppel  | Özge Bayrak Neslihan Yiğit     | Laura Choinet Teshana Vignes Waran | Lohaynny Vicente Luana Vicente   |
| Mixed        | Phillip Chew Jamie Subandhi    | Kevin Li Rachel Honderich          | Alex Tjong Lohaynny Vicente      |
| Mixed        | Phillip Chew Jamie Subandhi    | Kevin Li Rachel Honderich          | Nyl Yakura Brittney Tam          |